# Frances Lake
Frances Lake är en sjö i Kanada.   Den ligger i territoriet Yukon, i den centrala delen av landet, 3 800 km väster om huvudstaden Ottawa. Frances Lake ligger 837 meter över havet.